# Morella rotundata
Morella rotundata là một loài thực vật có hoa trong họ Myricaceae. Loài này được (Steyerm. & Maguire) Parra-Os. mô tả khoa học đầu tiên năm 2002.